# Вакцина против гепатита C
Вакцина против гепатита С, то есть вакцина, способная защитить от гепатита С, в настоящее время не существует. Хотя и существуют вакцины от гепатита А и гепатита В, разработка вакцины от гепатита С сопряжена с трудностями. Несколько вакцин находятся в стадии разработки.
Большинство вакцин работают посредством индукции выработки антител, которые нацелены на наружные поверхности вирусов.
Однако вирусы гепатита С разных штаммов сильно отличаются друг от друга и быстро мутируют, что осложняет создание эффективной вакцины.
Подробная структура  оболочечного гликопротеина E2, который считается ключевым белком вируса и используется им для вторжения в клетки печени, была выяснена учёными TSRI в ноябре 2013 года.
Это открытие, как ожидается, проложит путь к разработке вакцины против ВГС, которая будет стимулировать антительный ответ с нейтрализующим воздействием на широкий спектр штаммов вируса.
Другая стратегия, которая отличается от обычных вакцин, заключается в стимуляции Т-клеточного иммунного ответа, используя аденовирусные векторы, которые содержат в себе большие части генома вируса гепатита С, чтобы индуцировать Т-клеточный иммунный ответ против этого вируса.
Большая часть работы над Т-клеточной вакциной была проведена против конкретного генотипа. Существует не менее шести различных генотипов вируса.
Первая одобренная вакцина, скорее всего, будет нацелена на генотипы 1a и 1b, на долю которых приходится более 60 % хронической ВГС-инфекции во всём мире.
Скорее всего, после первой лицензированной вакцины будут рассмотрены следующие по распространённости генотипы.

## Специфические вакцины
Одна из попыток создания вакцины связана с модификацией ядерного антигена гепатита B (HBcAg) таким образом, чтобы он подходил для защиты от гепатита С. В СМИ сообщалось об исследовании 2006 года, в котором 60 пациентов получали четыре различные дозы экспериментальной вакцины. Все стали производить антитела, а исследователи сделали вывод, что эти антитела защищают их от вируса. Тем не менее, в 2008 году вакцины всё ещё проходили испытания. Некоторые кандидаты в 2011 году проходили фазы I и II клинических испытаний.
В 2014 году исследователи из Южной Австралии сообщали об успехе в лечении гепатита С с использованием нового типа внутрикожной ДНК-вакцины. Инъекции проводились непосредственно в кожу, которая имеет больше белых кровяных клеток, чем мышечные ткани, индуцирует воспаление в месте инъекции и привлекает все больше белых кровяных клеток. Эта вакцина была разработана для лечения пациентов с гепатитом С, но исследователи предполагают, что она может использоваться в качестве профилактической вакцины против гепатита С и ВИЧ в течение ближайших пяти лет.

## Исследования вакцин
Развитие лошадиной вакцины от гепатита С, скорее всего, будет приближать нас к созданию вакцины против гепатита С для людей. Учёные только обнаружили ВГС-подобные вирусы у лошадей, грызунов и летучих мышей. Ближайший родственный вирус, напоминающий человеческий ВГС, обнаружен у лошадей, в то время как вирусы грызунов и летучих мышей являются менее родственными человеческому ВГС. Секвенирование генома ВГС-подобного вируса лошадей позволит сравнить этот вирус с ВГС человека и других животных, и это поможет учёным узнать больше об отношениях между разными вирусами. Эффективная вакцина для лошадей, скорее всего, приведёт к разработке вакцины для людей. Учёные могут изучать ответ иммунной системы на вирус у лошадей и проводить новые испытания, если вакцины-кандидаты не будут иметь достаточного эффекта.